# Bella Lewitzky
Bella Lewitzky (* 13. Januar 1913 in Los Angeles; † 16. Juli 2004 in Pasadena) war eine US-amerikanische Tänzerin und Choreografin.

## Biographie
Bella Lewitzky war eine Tochter russischer Einwanderer und wuchs in einer Kolonie in der Mojave-Wüste und später auf einer Ranch in San Bernardino auf. Nach Abschluss der Highschool zog sie nach Los Angeles und studierte an einer renommierten Schule Ballett. 1934 schloss sie sich der Lester Horton's Company an und lernte dort ihren späteren Mann, Newell Taylor Reynolds, kennen. Nach dem Krieg gründete Lewitzky mit Lester Horton ein Tanztheater mit integrierter Tanzschule in Los Angeles (Dance Theater of Los Angeles). Anfang der 1950er Jahre arbeitete sie als Choreografin beim Film,  Bagdad (1949), Tripoli (1950) und Amazonen des Urwalds (1950). Nach der Geburt ihrer Tochter, Nora Reynolds (* 1955) lehrte sie an der Idyllwild Arts Academy Tanz und Ausdruck. 1966 gründete Lewitzky die Lewitzky Dance Company, unter ihrer künstlerischen Leitung wurde das Unternehmen zu einer der führenden Tanzschulen des Modern Dance auf der Welt.

## Auszeichnungen
- 1981 Ehrendoktorwürde an der California Institute of Arts
- 1984 Ehrendoktorwürde am Occidental College
- 1989 Ehrendoktorwürde am Otis Parsons College
- 1993 Ehrendoktorwürde an der Juilliard School
- 1996 National Medal of Arts

## Filmografie (Auswahl)
- 1940: Stolz und Vorurteil (Pride and Prejudice) – Tänzerin
- 1942: Fluch der Tempelgötter (White Savage) – Tänzerin
- 1943: Phantom der Oper (Phantom of the Opera) – Tänzerin
- 1944: Ali Baba und die vierzig Räuber (Ali Baba and the Forty Thieves) – Tänzerin
- 1944: Zigeuner-Wildkatze (Gypsy Wildcat) – Tänzerin
- 1944: The Climax – Tänzerin
- 1946: Tarzan und das Leopardenweib (Tarzan and the Leopard Woman) – Tänzerin
- 1949: Die Herrin von Atlantis (Siren of Atlantis) – Tänzerin
- 1949: Die schwarzen Teufel von Bagdad (Bagdad) – Choreografie
- 1950: Amazonen des Urwalds (Prehistoric Women) – Choreografie
- 1950: Tripolis (Tripoli) – Choreografie
- 1955: Oklahoma! – Choreografie-Assistenz
- 1956: König der Vagabunden (The Vagabond King) – Choreografie-Assistenz